# Cyrus D. Prescott

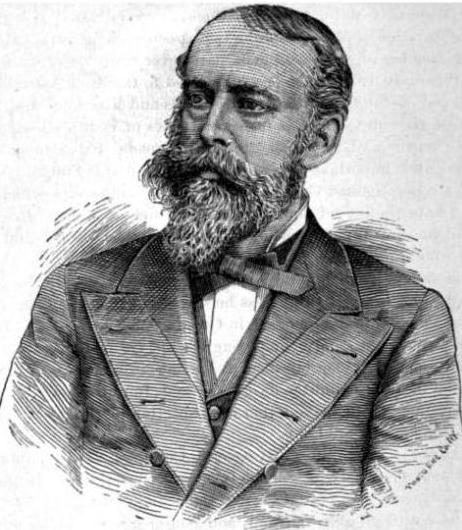
Cyrus D. Prescott

Cyrus Dan Prescott (* 15. August 1836 in New Hartford, New York; † 23. Oktober 1902 in Rome, New York) war ein US-amerikanischer Jurist und Politiker. Zwischen 1879 und 1883 vertrat er den Bundesstaat New York im US-Repräsentantenhaus.

## Werdegang
Cyrus Dan Prescott verfolgte eine akademische Laufbahn. Er graduierte an der Utica Free Academy. Dann studierte er in Utica und Rome Jura. Nach dem Erhalt seiner Zulassung als Anwalt 1859 begann er 1860 in Rome zu praktizieren. Die Folgejahre waren vom Bürgerkrieg überschattet. 1867 zog er nach New York City, wo er als Financial Clerk in einem Großhandelshaus tätig war. Er kehrte dann 1868 nach Rome zurück und ging wieder seiner Tätigkeit als Anwalt nach. Zwischen 1874 und 1876 war er Mitglied im Board of Aldermen von Rome. Er saß 1878 in der New York State Assembly. Politisch gehörte er der Republikanischen Partei an.
Bei den Kongresswahlen des Jahres 1878 für den 46. Kongress wurde Prescott im 23. Wahlbezirk von New York in das US-Repräsentantenhaus in Washington, D.C. gewählt, wo er am 4. März 1879 die Nachfolge von William J. Bacon antrat. Er wurde einmal wiedergewählt. Da er auf eine erneute Kandidatur 1882 verzichtete, schied er nach dem 3. März 1883 aus dem Kongress aus.
Nach seiner Kongresszeit nahm er in Rome wieder seine Tätigkeit als Anwalt auf. Ferner war er über 30 Jahre lang Attorney für die New York Central Railroad Company. Er verstarb am 23. Oktober 1902 in Rome und wurde dann auf dem Sauquoit Valley Cemetery bei Clayville beigesetzt.